# 许格尔斯海姆
许格尔斯海姆是德国巴登-符腾堡州的一个市镇。总面积14.91平方公里，总人口5017人，其中男性2530人，女性2487人（2011年12月31日），人口密度336人/平方公里。